# دروملار (سیریک)
دروملار (ترکی استانبولی: Dorumlar) یک محله در ترکیه است که در ناحیهٔ سریک، آنتالیا واقع شده است. جمعیت این محله تا سال ۲۰۲۲ برابر با ۳۲۹ نفر بوده است.